# 刘建康
刘建康（1917年9月1日—2017年11月6日），男，江苏吴江人，中国鱼类学家、生态学家，中国淡水生态学奠基人、鱼类实验生物学主要开创者之一。 中国科学院水生生物研究所研究员、名誉所长。

## 生平
1938年毕业于东吴大学生物系，获理学士学位。1947年获加拿大麦吉尔大学哲学博士学位。1980年当选为中国科学院院士（学部委员）。

## 学术贡献
- 1944年，发表了《鳝鱼的始原雌雄同体现象》，揭示了鳝鱼性别转变规律。
- 1944年，在英国“自然”杂志发表论文《用硫酸钠刺激斗鱼“氯化物分泌细胞”的形成》， Liu CK.1944. Sodium  sulfate  as an  agent causing the  development of the “chloride secreting cells” in Macropodus. Nature, 153: 252. 。
- 1957年，主持长江鱼类生态的调查研究，并编辑成《长江鱼类》 （页面存档备份，存于）。
- 1980年代以后，发表了《揭开东湖蓝藻水华消失之谜》、《用鲢鳙直接控制微囊藻水华的围隔试验和湖泊实践》等论文。
- 刘建康主要进行鱼类研究，提出了饲养鳙鱼鲢鱼治理东湖的生物操纵方案，东湖水质得到部分改善，该研究成果还在滇池、巢湖水污染治理中应用。

## 主要论著
- 伍献文,刘建康.口喉表皮是鳝鱼的主要呼吸器官.中央研究院动植物研究所丛刊,1940,11: 221-239.
- 刘建康.斗鱼的渗透压调节与“氯化物分泌细胞”.中央研究院动植物研究所丛刊,1942,13:15-20.
- 刘建康.鳝鱼的始原雌雄同体现象.中央研究院动植物研究所丛刊,1944,15:1-8.
- 刘建康，伍献文.鲤鲫的人工杂种.中央研究院动植物研究所丛刊,1945,16:27-30.
- 刘建康.养鱼池单位面积产量试验.水性生物学集刊,1955,1:25-43.
- 刘建康.梁子湖的自然环境及其渔业资源问题.太平洋西部渔业研究委员会第二次全体会议论文集.北京:科学出版社,1959.
- 刘建康.从生物生产力角度看湖泊渔业增产的途径.海洋与湖泊,1964,6:231-235.
- 刘建康.关于淡水生物学发展的方向.水生生物学集刊,1979,6,（4）:465-470.
- 刘建康.东湖渔业增产试验综述.海洋与湖泊,1980,11（2）:185-188.
- 刘建康,陈敬存.加强对水面资源的开发利用.中国国土整治战略问题探讨.北京:科学出版社,1983.
- 刘建康,陈洪达.对武汉地区渔业发展战略的探讨.水库渔业,1984,1:2-5.
- 刘建康主编.东湖生态学研究（一）,北京:科学出版社,1990.
- 刘建康,何碧梧主编.中国淡水鱼类养殖学（第三版） （页面存档备份，存于）,北京:科学出版社,1992. ISBN 7030023056